# Diastictus
Diastictus — род жесткокрылых семейства пластинчатоусых, подсемейства афодиинов.

## Описание
Тело по направлению назад расширенное. Задние бёдра толще передними. Надкрылья двойными бороздками.

## Систематика
В составе рода:
- вид: Diastictus vulneratus (Sturm, 1805)